# Fernán Álvarez de Toledo y Loaysa

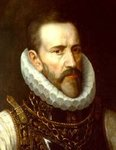
Fernán Álvares de Toledo Y Loaysa

Fernán Álvarez de Toledo y Loaysa (ca. 1360 - Oropesa, 23 de septiembre de 1398) fue el II señor de Oropesa e hijo de García Álvarez de Toledo y de su amante, María de Loaysa. quien en otros documentos figura como María Petrel.

## Vida
García Álvarez de Toledo, I señor de Oropesa, Jarandilla, Tornavavas y titular del señorío de Valdecorneja (futuro solar de la Casa de Alba), contrajo nupcias con Estefanía Pérez de Monroy, de la muy noble casa de Monroy. De esta unión no nacieron descendientes, por lo que  García se vio en la obligación de obtener la legitimación de tres hijos habidos en María de Loaysa, hija del señor de Petrel. Temiéndose de la muerte, de este modo y por intercesión del rey Enrique II de Castilla, el 8 de junio de 1363 concedió la legitimación de sus vástagos con el fin de que heredasen sus señoríos, títulos y propiedades.
A la muerte de García Álvarez de Toledo durante la toma de Ciudad Rodrigo en 1370, don Fernán heredó el señorío de Oropesa bajo la tutela y curaduría de su tío paterno, Fernán Álvarez de Toledo y Meneses, quién se hizo cargo del gobierno de las propiedades y hacienda de su sobrino hasta 1371, el año en que Fernán alcanzó la mayoría de edad. Habiendo gozado de la confianza de su hermano y aprovechando la minoría de edad de su sobrino (así como posiblemente desacreditando sus orígenes ilegítimos), Fernán Álvarez de Toledo y Meneses se apoderó de parte de la hacienda de su hermano, concretamente del señorío de Valdecorneja, Piedrahíta y El Barco de Ávila, estableciendo así las bases del futuro ducado de Alba de Tormes. Fernán disputó la titularidad de estos señoríos hasta el fin de sus días, tal y como lo acreditan el pleito disputado contra Leonor de Ayala y Ceballos, viuda de su tío, y el inventario de bienes realizado en octubre de 1398 por su fallecimiento, donde se reclamaban como propios dichas posesiones aparte de las conservadas en Oropesa, Jarandilla y Tornavacas.
De la vida de este personaje poco se sabe, dado que falleció a temprana edad. Tuvo diferentes pleitos con el Concejo de Plasencia con motivo del aprovechamiento de la barca del puerto del Río Tiétar, los cobros del pontazgo en las villas de Tornavacas y Oropesa o por impartir justicia en Jarandilla, pleitos en los que actuó como moderador el monarca Juan I de Castilla. 
Por otro lado, intentó agrandar sus propiedades mediante la compra de nuevas haciendas y villas, como fue el caso del lugar de Cebolla y el Castillo de Villalba, ambos adquiridos en 1396 por compra a Juan Sánchez de Meneses. 
A su muerte, estas propiedades fueron desgajadas del mayorazgo de Oropesa y fueron la base del denominado señorío de Cebolla, siendo su esposa, Elvira de Ayala, la primera titular.
Dictó su testamento en su villa de Oropesa a 18 de septiembre de 1398, nombrando por albaceas al arzobispo de Toledo, Pedro Tenorio, a su esposa, Elvira de Ayala, al arcediano y doctor en leyes  Vicente Arias y a su vasallo, Juan Martínez de Bonilla.
En 26 de octubre de 1398, se autoriza a su viuda, Elvira de Ayala, a la tutoría y casaduría de sus hijos. Elvira testó el 17 de noviembre de 1411. En ese mismo año, el 19 de marzo de 1411, se procedió a la partición de los bienes del matrimonio entre sus hijos García Álvarez de Toledo, Diego López de Toledo (después llamado de Ayala), Pedro Suárez de Toledo, y Juan Álvarez de Toledo, maestrescuela y canónigo de Toledo.

## Matrimonio y descendencia
Fernán Álvarez de Toledo y Loaysa contrajo matrimonio el año 1385, seguramente en la ciudad de Toledo, con Elvira de Ayala, señora de Cebolla perteneciente a la poderosa Casa de Ayala e hija de Diego López de Ayala y de su esposa, Teresa de Guzmán. Tuvieron por hijos a: 
- García Álvarez de Toledo y Ayala (m. 1444), III señor de Oropesa,[2] Jarandilla de la Vera y Tornavacas. Contrajo matrimonio cerca de 1411 con  Juana de Herrera, siendo el entronque de los futuros condes de Oropesa.
- Diego López de Ayala y Toledo (m. 1442), III señor de Cebolla,[2] contrajo matrimonio con Guiomar Barroso.
- Pedro Suárez de Toledo y Ayala,[2] casado con Juana González, natural de Jarandilla de la Vera, y tuvo por hija a Elvira de Toledo y González, mujer de Francisco de Meneses y Orellana, regidor perpetuo de Talavera de la Reina y tercer titular de la casa de Meneses de Talavera de la Reina. Con descendencia.
- Juan Álvarez de Toledo y Ayala (m. 1428), maestrescuela de la Catedral de Toledo.[2] Murió sin descendencia.